# Llista d'ocells de pas del Solsonès
Aquesta llista d'ocells de pas del Solsonès a més de la seva enumeració inclou informació sobre les espècies d'ocells migratoris de les quals s'ha detectat regularment la seva presència a la comarca en el decurs de la seva migració prenupcial o postnupcial.

## Agró roig
L'agró roig és una espècie estival nidificant al centre i sud del continent europeu, on va patir un fort declivi al llarg del segle xx. A Espanya, en els darrers anys les seves poblacions s'estan recuperant i, per exemple, ja és present a una dotzena de pantans del Segrià.
Al Solsonès és un migrador escàs, però regular, vist sobretot durant el pas prenupcial des de finals de març (un exemplar a l'estany d'Alinyà el 30 de març de 1999 i un altre a Sant Ponç el 31 de març de 2007) fins a primers de juny (un exemplar al pantà de Sant Ponç el 5 de juny de 1996). A més, s'ha recollit una dada d'un exemplar a la Ribera Salada el 20 de juny de 2000, que segurament correspon a un ocell no reproductor en trànsit per la comarca.
D'altra banda, cal destacar la cita referent a 1 exemplar recollit al Port del Comte a 2.200 metres d'altitud el 22 de maig de 1994. Aquesta dada, juntament amb la ja citada d'Alinyà, constata que els ocells migradors lligats al medi aquàtic segueixen la vall del Segre cap a Tuixén sobrevolant grans muntanyes com és ara el Port del Comte, com s'ha pogut observar en altres espècies.
Durant la migració postnupcial és mol més escàs, de manera que només s'ha vist un exemplar a Sant Ponç l'u de setembre de 1996.